# ساکاسونا کنویل (نیوجرسی)
ساکاسونا کنویل (به انگلیسی: Succasunna-Kenvil) یک منطقهٔ مسکونی در ایالات متحده آمریکا است که در راکسبری، نیوجرسی واقع شده‌است. ساکاسونا کنویل ۱۷٫۶ کیلومتر مربع مساحت و ۱۲٬۵۶۹ نفر جمعیت دارد.